# Державний кордон Лаосу

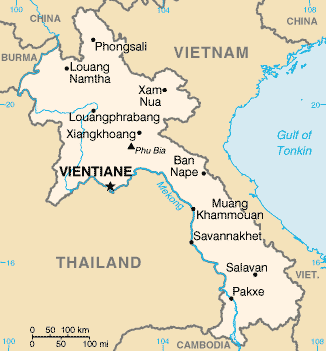
Карта Лаосу

Державний кордон Лаосу — державний кордон, лінія на поверхні Землі та вертикальна поверхня, що проходить по цій лінії, що визначають межі державного суверенітету Лаосу над власними територією, водами, природними ресурсами в них і повітряним простором над ними.

## Сухопутний кордон
Загальна довжина кордону — 5274 км. Лаос межує з 5 державами. Уся територія країни суцільна, тобто анклавів чи ексклавів не існує.
Ділянки державного кордону
| Держава  | Ділянка         | Довжина (км) | Прикордонні регіони | Примітки |
| -------- | --------------- | ------------ | ------------------- | -------- |
| М'янма   | північний захід | 238          |                     |          |
| Камбоджа | південь         | 555          |                     |          |
| КНР      | північ          | 475          |                     |          |
| Таїланд  | захід           | 1845         |                     |          |
| В'єтнам  | схід            | 2161         |                     |          |

Країна не має виходу до вод Світового океану.